# George Jenkins
Pour les articles homonymes, voir Jenkins.
George Clarke Jenkins est un directeur artistique américain né le 19 novembre 1908 à Baltimore (Maryland) et mort le 6 avril 2007 à Santa Monica (Californie).

## Biographie
George Clarke Jenkins fait des études d'architecture à l'Université de Pennsylvanie, puis dans les années 1930 il commence à concevoir les décors pour des troupes de théâtre en tournée et des petites compagnies indépendantes. Jo Mielziner l'engage comme assistant en 1938, et Jenkins travaille avec lui pendant trois ans. Il devient indépendant en 1943 et travaille pour Broadway. En 1944, il est remarqué par Samuel Goldwyn qui le pousse à venir à Hollywood,. Par la suite, il dessine des décors parallèlement pour le cinéma et le théâtre.
Dans les années 1950, il commence à travailler pour la télévision, comme spécialiste de la couleur pour NBC et CBS,,.
De 1985 à 1988, il enseigne la direction artistique pour le cinéma à l'Université de Californie à Los Angeles

## Théâtre
- 1938 : The Boys from Syracuse (assistant de Jo Mielziner)
- 1939 : Stars In Your Eyes (assistant de Jo Mielziner)
- 1941 : The Land Is Bright (assistant de Jo Mielziner)
- 1941 : The Wookey (assistant de Jo Mielziner)
- 1941 : Watch on the Rhine (assistant de Jo Mielziner)
- 1943 : Early to Bed (décorateur)
- 1944 : I Remember Mama (décorateur, éclairagiste)
- 1944 : Allah Be Praised! (décorateur, éclairagiste)
- 1944 : Mexican Hayride (décorateur)
- 1945 : The French Touch (décorateur, éclairagiste)
- 1945 : Strange Fruit (décorateur, éclairagiste)
- 1945 : Are You With It? (décorateur, éclairagiste)
- 1945 : Memphis Bound! (décorateur, éclairagiste)
- 1945 : Common Ground (décorateur, éclairagiste)
- 1945 : Dark of the Moon (décorateur, éclairagiste)
- 1948 : Time for Elizabeth (décorateur)
- 1948 : Tonight at 8:30 (décorateur)
- 1949 : Lost in the Stars (décorateur)
- 1950 : Bell, Book and Candle (décorateur, éclairagiste)
- 1950 : The Curious Savage (directeur artistique, éclairagiste)
- 1952 : Three Wishes for Jamie (décorateur)
- 1953 : Gently Does It (décorateur, éclairagiste)
- 1953 : Touchstone (décorateur, éclairagiste)
- 1954 : The Bad Seed (décorateur, éclairagiste)
- 1954 : The Immoralist (décorateur)
- 1955 : The Desk Set (décorateur, éclairagiste)
- 1955 : Ankles Aweigh (décorateur, éclairagiste)
- 1956 : The Happiest Millionaire (décorateur, éclairagiste)
- 1956 : Too Late the Phalarope (décorateur, éclairagiste)
- 1957 : Rumple (décorateur, éclairagiste)
- 1958 : Cue for Passion (directeur artistique, éclairagiste)
- 1958 : Once More, With Feeling (décorateur, éclairagiste)
- 1958 : Two for the Seesaw (décorateur, éclairagiste)
- 1959 : Jolly's Progress (décorateur)
- 1959 : Miracle en Alabama (décorateur, éclairagiste)
- 1959 : Tall Story (décorateur, éclairagiste)
- 1960 : Critic's Choice (directeur artistique)
- 1960 : One More River (décorateur, éclairagiste)
- 1961 : 13 Daughters (décorateur, éclairagiste)
- 1962 : Step on a Crack (décorateur, éclairagiste)
- 1962 : A Thousand Clowns (décorateur, éclairagiste)
- 1963 : Jennie (décorateur)
- 1965 : The Royal Hunt of the Sun (directeur artistique)
- 1965 : Generation (décorateur, éclairagiste)
- 1965 : Catch Me if You Can (décorateur, éclairagiste)
- 1966 : Wait Until Dark (décorateur, éclairagiste)
- 1968 : The Only Game in Town (décorateur)
- 1972 : Night Watch (décorateur)
- 1976 : Sly Fox (directeur artistique, éclairagiste)
- 2004 : Sly Fox (décorateur)

## Filmographie (sélection)
- 1946 : Les Plus Belles Années de notre vie (The Best Years of Our Lives) de William Wyler
- 1947 : Honni soit qui mal y pense (The Bishop's Wife) d'Henry Koster
- 1947 : La Vie secrète de Walter Mitty (The Secret Life of Walter Mitty) de Norman Z. McLeod
- 1948 : Vous qui avez vingt ans (Enchantment) d'Irving Reis
- 1948 : Si bémol et fa dièse (A Song Is Born) d'Howard Hawks
- 1950 : Le Soldat récalcitrant (At War with the Army) de Hal Walker
- 1952 : La Madone du désir (The San Francisco Story) de Robert Parrish
- 1962 : Miracle en Alabama (The Miracle Worker) d'Arthur Penn
- 1967 : Seule dans la nuit (Wait Until Dark) de Terence Young
- 1967 : Escalier interdit (Up the Down Staircase) de Robert Mulligan
- 1968 : Le Refroidisseur de dames (No Way to Treat a Lady) de Jack Smight
- 1971 : Kluted'Alan J. Pakula
- 1972 : 1776 de Peter H. Hunt
- 1973 : La Chasse aux diplômes (The Paper Chase) de James Bridges
- 1974 : À cause d'un assassinat (The Parallax View) d'Alan J. Pakula
- 1975 : Funny Lady d'Herbert Ross
- 1975 : La Fugue (Night Moves) d'Arthur Penn
- 1976 : Les Hommes du président (All the President's Men) d'Alan J. Pakula
- 1978 : Le Souffle de la tempête (Comes a Horseman) d'Alan J. Pakula
- 1979 : Merci d'avoir été ma femme (Starting Over) d'Alan J. Pakula
- 1979 : Le Syndrome chinois (The China Syndrome) de James Bridges
- 1981 : Une femme d'affaires (Rollover) d'Alan J. Pakula
- 1981 : Le facteur sonne toujours deux fois (The Postman Always Rings Twice) de Bob Rafelson
- 1982 : Le Choix de Sophie (Sophie's Choice) d'Alan J. Pakula
- 1989 : À demain, mon amour (See You in the Morning) d'Alan J. Pakula
- 1990 : Présumé Innocent (Presumed Innocent) d'Alan J. Pakula

## Distinctions

### Récompenses
- Oscars 1977 : Oscar des meilleurs décors pour Les Hommes du président

### Nominations
- Tony Awards 1957 : Tony Award des meilleurs décors pour The Happiest Millionaire et Too Late the Phalarope
- BAFTA 1977 : BAFA des meilleurs décors pour Les Hommes du président
- Oscars 1982 : Oscar des meilleurs décors pour Le Syndrome chinois